# Forward guidance
In economia la forward guidance (o forward policy guidance) è uno degli strumenti a disposizione di una banca centrale per esercitare il proprio potere in politica monetaria al fine di condizionare, con i propri annunci, le aspettative dei mercati sui futuri livelli dei tassi di interesse che determineranno il futuro costo del denaro. Lo scopo è quello di raggiungere determinati obiettivi macroeconomici che l'istituzione si è prefissa, come il ribasso dei tassi d'interesse a lungo termine o lo stimolo agli investimenti e alla spesa aggregata. 

## Descrizione
Si tratta, essenzialmente, di una strategia di comunicazione pubblica, che rientra nell'arsenale degli strumenti definiti "non convenzionali", la cui utilità si rivela soprattutto in quelle situazioni economiche dette di trappola della liquidità, in cui gli spazi di manovra "classici" sui tassi di interesse sono estremamente ridotti a causa dal fatto che i tassi nominali a breve termine sono vicini allo zero. In questi casi, la forward guidance può aggiungersi ad altri strumenti, anch'essi di natura "non convenzionale", come il quantitative easing e il credit easing.

### Modalità esplicite e implicite
Di solito, la strategia è messa in atto in maniera esplicita, in genere mediante espressa comunicazione di previsioni e intenzioni future (si parla, a volte, di Odyssean forward guidance, dal comportamento di Ulisse nell'Odissea, nel passaggio davanti agli scogli delle sirene, quando ordinò ai suoi compagni di tenerlo legato all'albero anche contro la sua volontà). Nella letteratura scientifica, tuttavia, si parla anche di forward guidance implicita, in cui si cerca di ottenere effetti simili mediante comportamenti concludenti della banca centrale che trasmettono determinati significati agli operatori (si parla allora di Delphic forward guidance, per definire questa modalità di comunicazione implicita, inespressa, in cui "delfica" fa riferimento ai famosi responsi oracolari della tradizione culturale della Grecia antica).
Il sistema implicito ("delfico") è quello dominante tra le banche centrali, anche se vi sono due notevoli eccezioni: la Federal Reserve, che dirama specifici comunicati (ancorché condizionali, come si spiegherà in seguito), e la Banca del Giappone. 

### Contenuti
Lo strumento consiste in una strategia comunicativa: la banca centrale decide di fornire agli operatori, in maniera più o meno esplicita e precisa, contenuti, informazioni, indicazioni, previsioni, sui propri futuri comportamenti in materia di tassi di interesse, in modo da influenzare le aspettative dei mercati sull'andamento futuro di tali indicatori. L'effetto di condizionamento si spiega, in definitiva, col fatto che una previsione rappresenta, per gli operatori, un'informazione di maggior importanza rispetto a quella relativa all'annuncio sul livello corrente dei tassi di interesse, dal momento che quest'ultimo fotografa una situazione "istantanea", attuale, e fornisce informazioni solo sul breve termine, mentre le aspettative razionali degli operatori si concentrano su operazioni finanziarie che si dispiegano su prospettive temporali più lunghe, per le quali risulta fondamentale una previsione tendenziale sull'andamento futuro dei tassi di interesse, che è, appunto, l'oggetto della forward guidance.

### Indicazioni temporali e condizionali
L'annuncio può contenere una condizione risolutiva: quest'ultima può essere espressa come un termine temporale, legando le informazioni sul proprio comportamento futuro alla mera individuazione di un arco temporale di validità, più o meno definito e determinato (es.: "per 10-12 mesi", oppure "fino alla metà dell'anno 20[...]"), oppure evocando una durata delle aspettative enunciata su un orizzonte non ben definito e più o meno indeterminato ("per un lungo/lunghissimo periodo").
In altri casi, la previsione comunicata può assumere il carattere di policy monetaria condizionale: essa, cioè, può essere condizionata al sussistere (o al verificarsi) di certe condizioni finanziarie ed economiche: in quest'ultimo caso, il comportamento può essere legato all'andamento di alcuni specifici indicatori economici, come il tasso di disoccupazione (ad esempio, annunciando il perseverare di bassi tassi di interesse finché quest'ultimo permane al di sopra di una certa soglia), il tasso di inflazione, il tasso di crescita economica, determinati aggregati monetari (o una particolare combinazione degli stessi).
In altri casi, come esemplificato dal comportamento della FED, le indicazioni possono estendersi su determinati orizzonti temporali, e, al contempo, essere condizionati dal superamento di determinate soglie da parte di indicatori economici.

### Strategie implicite
Nella letteratura scientifica si discute anche di una forward guidance implicita che consegue effetti simili alla comunicazione esplicita, ma attraverso altre vie. Determinati comportamenti concludenti della banca centrale, infatti, possono veicolare o lasciar intuire ai destinatari i significati voluti: a quest'ultimo proposito, uno studio del 2012, basato su precedenti risultati del 2011, ravvisa, almeno in parte, l'esistenza di un canale di segnalazione (signaling/signalling) implicita in alcune condotte della Federal Reserve, quali l'acquisto di asset attraverso l'alleggerimento quantitativo.

## Politiche monetarie nel mondo

### Stati Uniti d'America
L'uso di tali strumenti è tradizionalmente associato alla politica monetaria adottata dalla Federal Reserve statunitense, che se ne è servita in varie forme nel tempo. Lo strumento è stato usato a lungo, in maniera intensa ed esplicita, a partire dal meeting del Federal Open Market Committee (FOMC) del 16 dicembre 2008, con lo scopo di spingere al ribasso i tassi d'interesse a lungo termine e fornire opportuni stimoli agli investimenti e alla spesa aggregata. Lo strumento è venuto alla ribalta con particolare forza nell'estate 2011, nella temperie della instabilità finanziaria e della crisi economica allora in corso, quando la banca centrale degli Stati Uniti d'America si trovava ad agire in un contesto in cui i Federal funds rates erano scesi a un livello prossimo allo zero. In quell'epoca, sulla base di vari indicatori economici, le aspettative degli economisti privati convergevano sulla probabilità di un innalzamento dei tassi nell'arco di circa 9-12 mesi. A fronte di tali aspettative rialziste, il Federal Open Market Committee, nello statement dell'agosto 2011, dichiarò che "le condizioni economiche [...] sono tali da garantire, probabilmente, un mantenimento di livelli eccezionalmente bassi per i federal funds rate almeno fino a metà del 2013". 
Il semplice annuncio provocò un calo nei rendimenti dei Treasury securities (titoli di stato emessi dal Dipartimento del Tesoro degli Stati Uniti d'America tramite il Bureau of the Public Debt) di circa 0,1-0,2 punti percentuali, per raggiungere il quale con strumenti "classici" sarebbe stato necessario un taglio nel Federal funds rate compreso tra un punto e tre quarti di punto, che altrimenti, con tassi a breve termine vicini allo zero, avrebbe richiesto l'impossibile applicazione di tassi di rendimento negativi. L'effetto, inoltre, si propagò sull'intero mercato finanziario statunitense con un calo generalizzato dei tassi, di cui poté beneficiare l'intera platea dei debitori, non solo il Dipartimento del Tesoro americano, emettitore dei Treasury security.

### Unione Europea
Aliene all'uso di tale strumento sono state, per tradizione, le banche centrali del continente europeo. Un cambiamento di rotta in campo europeo si è registrato all'inizio del mese di luglio 2013, con il comportamento assunto da Mario Draghi, presidente della Banca centrale europea. Draghi, il 4 luglio 2013, ha sorpreso gli addetti ai lavori dichiarando che il Consiglio direttivo della BCE ha "preso la decisione senza precedenti di fornire 'forward guidance' in maniera abbastanza più specifica rispetto a quanto abbia fatto in passato" e che lo stesso Consiglio "si attende che i tassi di interesse chiave, e quindi tutti i tassi della BCE, rimangano agli attuali livelli, o a livelli ancor più bassi, per un prolungato periodo di tempo". La mossa di Mario Draghi è stata interpretata come un radicale cambio di rotta rispetto alle tradizionali consuetudini delle politiche monetarie europee, che ha anticipato un analogo mutamento di rotta prevedibile nella futura politica monetaria inglese, a pochi giorni dall'insediamento al vertice della Bank of England del canadese Mark Carney, un pioniere dell'adozione dello strumento della forward guidance quando era alla guida della Banca del Canada. Christian Noyer, governatore della Banca di Francia, ha avallato il cambio di rotta operato da Mario Draghi, definendo l'innovazione come perfettamente in linea con il mandato conferito alla Banca centrale europea dai trattati istitutivi.